# بينيتا ساندرز
بينيتا ساندرز هي فنانة كندية، ولدت في 6 أبريل 1935 في Betchworth ‏ في المملكة المتحدة.